# ۱۱۷۳ (خورشیدی)
۱۱۷۳ هزار و صد و هفتاد و سومین سال هجری خورشیدی است.

## زادگان
- ۲۵ دی – الکساندر گریبایدوف، سفیر کبیر امپراتوری روسیه در تهران (درگذشت ۱۲۰۷)

## درگذشتگان
- ۷ اردیبهشت – سِر ویلیام جونز، زبان‌شناس و ادیب و خاورشناس انگلیسی در کلکته هند (زادهٔ ۱۱۲۵)
- لطفعلی‌خان زند، آخرین پادشاه دودمان زند (زادهٔ ۱۱۴۸)